# Плелое
Плелое — село в Сунском районе Кировской области в составе Кокуйского сельского поселения.

## География
Находится на расстоянии примерно 10 километров по прямой на восток от районного центра поселка  Суна.

## История
Известно с 1678 года как займище с 2 дворами, в 1702 году отмечено как починок на Опане Плелое также с 2 дворами, в 1763 как деревня Ивана Мальцева с 131 жителем. В 1873 году в деревне  21 двор и 152 жителя. Деревня Плелое получила статус села в 1886 согласно разрешению на строительство церкви (Воскресенская), построенной уже в 1899 году. В 1905 в селе дворов 28 и жителей 208, в 1926 56 и 245, в 1950 74 и 222. В 1989 году проживало 258 человек. В 1929 году здесь был организован колхоз «Ильич». В 1960 г. образован совхоз «Сунский». А в 1989 г. на базе отделения совхоза «Сунский» - совхоз «Плельский». 

## Население
Постоянное население  составляло 304 человека (русские 97%) в 2002 году, 234 в 2010.